# أليسا أ. غودمان
أليسا أ. غودمان (بالإنجليزية: Alyssa A. Goodman) هي عالمة فلك أمريكية، ولدت في 1 يوليو 1962 في نيويورك في الولايات المتحدة.